# Гелвајлер
Гелвајлер (њем. Gehlweiler) општина је у њемачкој савезној држави Рајна-Палатинат. Једно је од 134 општинска средишта округа Рајн-Хунсрик. Према процјени из 2010. у општини је живјело 266 становника. Посједује регионалну шифру (AGS) 7140040.

## Географски и демографски подаци
Гелвајлер се налази у савезној држави Рајна-Палатинат у округу Рајн-Хунсрик. Општина се налази на надморској висини од 290 метара. Површина општине износи 4,5 km². У самом мјесту је, према процјени из 2010. године, живјело 266 становника. Просјечна густина становништва износи 59 становника/km².